# Museum Altenburg
Das Museum Altenburg der Gemeinde Windhaag bei Perg im Bezirk Perg in Oberösterreich ist ein Heimatmuseum in Trägerschaft des Kulturvereins Windhaag-Altenburg. Das Gebäude steht unter Denkmalschutz (Listeneintrag).

## Geschichte
Die Gemeinde kaufte 1984 die Alte Schule in Altenburg. Seit 2002 bietet dort das Museum Einblicke in die Vergangenheit von Windhaag und seiner Umgebung.
Ein Schwerpunkt der Ausstellung ist „Die unglaubliche Geschichte des Grafen Joachim Enzmilner“, da Windhaag eng mit dem Gegenreformator Joachim Enzmilner und dessen Tochter Eva Magdalena von Windhag, der Priorin des Dominikanerinnenkloster Windhaag, verbunden ist. Auch die Geschichte des Adelsgeschlechts der Prager, einem einflussreichen Geldgeber des Kaisers Friedrich III. wird im Museum in seinem lokalgeschichtlichen Kontext präsentiert. Das Priorat in Windhaag sowie die Burgruine Windhaag, die Pfarrkirche Windhaag und die Filialkirche Altenburg, ehemals Grablege der Prager, sind bauliche Zeitzeugen dieser bewegten Geschichte.
Eine Museumsführung präsentiert die über 500 Jahre alten Fresken in der direkt an das Museum angrenzenden Filialkirche.
Das Museum ist Station auf dem Enzmilner-Kulturwanderweg, auch der Burgen- und Schlösserweg führt am Museum vorbei zur Burgruine Windhaag.